# Золотая малина (премия, 1991)
11-я церемония вручения наград премии «Золотая малина» за сомнительные заслуги в области кинематографа за 1990 год состоялась 24 марта 1991 года в Hollywod Roosevelt Hotel, в Лос-Анджелесе, Калифорния.

## Статистика
| Фильм                                                           | номинации | победы |
| --------------------------------------------------------------- | --------- | ------ |
| • Призраки этого не делают / Ghosts Can't Do It                 | 9         | 4      |
| • Приключения Форда Фэйрлэйна / The Adventures of Ford Fairlane | 6         | 3      |
| • Рокки 5 / Rocky V                                             | 7         | -      |
| • Костёр тщеславия / The Bonfire of the Vanities                | 5         | -      |
| • Мост граффити / Graffiti Bridge                               | 5         | -      |
| • Крёстный отец 3 / The Godfather: Part III                     | 2         | 2      |
| • Свадьба Бетси / Betsy's Wedding                               | 2         | -      |
| • Стелла / Stella                                               | 2         | -      |
| • Дикая орхидея / Wild Orchid                                   | 2         | -      |
| • Уж кто бы говорил 2 / Look Who's Talking Too                  | 2         | -      |

## Список лауреатов и номинантов
Победители выделены отдельным цветом. 
| Категории                         | Лауреаты и номинанты                                                                     | Лауреаты и номинанты                                                                     | Лауреаты и номинанты |
| --------------------------------- | ---------------------------------------------------------------------------------------- | ---------------------------------------------------------------------------------------- | --- |
| Худший фильм                      | • Приключения Форда Фэйрлэйна (20th Century-Fox) (продюсеры: Джоэл Сильвер и Стив Перри) | • Приключения Форда Фэйрлэйна (20th Century-Fox) (продюсеры: Джоэл Сильвер и Стив Перри) | • Приключения Форда Фэйрлэйна (20th Century-Fox) (продюсеры: Джоэл Сильвер и Стив Перри)                                                |
| Худший фильм                      | • Призраки этого не делают (Triumph Releasing) (продюсер: Бо Дерек)                      |                                                                                          | |
| Худший фильм                      | • Костёр тщеславия (Warner Bros.) (продюсер: Брайан Де Пальма)                           |                                                                                          | |
| Худший фильм                      | • Мост граффити (Warner Bros.) (продюсеры: Арнольд Стифел и Рэнди Филлипс)               |                                                                                          | |
| Худший фильм                      | • Рокки 5 (United Artists) (продюсеры: Ирвин Уинклер и Роберт Чартофф)                   |                                                                                          | |
| Худшая мужская роль               |                                                                                          | • Эндрю Дайс Клэй — «Приключения Форда Фэйрлэйна» (за роль Форда Фэйрлэйна)              | • Эндрю Дайс Клэй — «Приключения Форда Фэйрлэйна» (за роль Форда Фэйрлэйна)                                                             |
| Худшая мужская роль               | • Принс — «Мост граффити» (за роль Кида)                                                 |                                                                                          | |
| Худшая мужская роль               | • Микки Рурк                                                                             | «Часы отчаяния» (за роль Майкла Босворта), «Дикая орхидея» (за роль Джеймса Уилера)      | |
| Худшая мужская роль               | • Джордж К. Скотт — «Изгоняющий дьявола 3» (за роль Уильяма Киндермана)                  |                                                                                          | |
| Худшая мужская роль               | • Сильвестр Сталлоне — «Рокки 5» (за роль Рокки Бальбоа)                                 |                                                                                          | |
| Худшая женская роль               | Бо Дерек                                                                                 | • Бо Дерек — «Призраки этого не делают» (за роль Кэти О’Дар Скотт)                       | • Бо Дерек — «Призраки этого не делают» (за роль Кэти О’Дар Скотт)                                                                      |
| Худшая женская роль               | Бо Дерек                                                                                 | • Мелани Гриффит — «Костёр тщеславия» (за роль Марии Раскин)                             | |
| Худшая женская роль               | Бо Дерек                                                                                 | • Бетт Мидлер — «Стелла» (за роль Стеллы Клэр)                                           | |
| Худшая женская роль               | Бо Дерек                                                                                 | • Молли Рингуолд — «Свадьба Бетси» (за роль Бетси Хоппер)                                | |
| Худшая женская роль               | Бо Дерек                                                                                 | • Талия Шайр — «Рокки 5» (за роль Эдриан Бальбоа)                                        | |
| Худшая мужская роль второго плана | Дональд Трамп                                                                            | • Дональд Трамп — «Призраки этого не делают» (за роль самого себя)                       | • Дональд Трамп — «Призраки этого не делают» (за роль самого себя)                                                                      |
| Худшая мужская роль второго плана | Дональд Трамп                                                                            | • Лео Дамиан — «Призраки этого не делают» (за роль Фаусто)                               | |
| Худшая мужская роль второго плана | Дональд Трамп                                                                            | • Гилберт Готтфрид                                                                       | «Приключения Форда Фэйрлэйна» (за роль Джонни Крунча), «Уж кто бы говорил 2» (за роль Джоя), «Трудный ребёнок» (за роль мистера Пибоди) |
| Худшая мужская роль второго плана | Дональд Трамп                                                                            | • Уэйн Ньютон — «Приключения Форда Фэйрлэйна» (за роль Джулиана Грэндела)                | |
| Худшая мужская роль второго плана | Дональд Трамп                                                                            | • Берт Янг — «Рокки 5» (за роль Поли Пеннино)                                            | |
| Худшая женская роль второго плана | София Коппола                                                                            | • София Коппола — «Крёстный отец 3» (за роль Мэри Корлеоне)                              | • София Коппола — «Крёстный отец 3» (за роль Мэри Корлеоне)                                                                             |
| Худшая женская роль второго плана | София Коппола                                                                            | • Розанна Барр — «Уж кто бы говорил 2» (за голос Джули)                                  | |
| Худшая женская роль второго плана | София Коппола                                                                            | • Ким Кэттролл — «Костёр тщеславия» (за роль Джуди МакКой)                               | |
| Худшая женская роль второго плана | София Коппола                                                                            | • Джули Ньюмар — «Призраки этого не делают» (за роль ангела)                             | |
| Худшая женская роль второго плана | София Коппола                                                                            | • Элли Шиди — «Свадьба Бетси» (за роль Конни Хоппер)                                     | |
| Худший режиссёр                   |                                                                                          | • Джон Дерек за фильм «Призраки этого не делают»                                         | • Джон Дерек за фильм «Призраки этого не делают»                                                                                        |
| Худший режиссёр                   | • Джон Г. Эвилдсен — «Рокки 5»                                                           |                                                                                          | |
| Худший режиссёр                   | • Брайан Де Пальма — «Костёр тщеславия»                                                  |                                                                                          | |
| Худший режиссёр                   | • Ренни Харлин — «Приключения Форда Фэйрлэйна»                                           |                                                                                          | |
| Худший режиссёр                   | • Принс — «Мост граффити»                                                                |                                                                                          | |
| Худший сценарий                   | Дэниэл Уотерс                                                                            | • Дэниэл Уотерс, Джеймс Кэппи и Дэвид Арнотт — «Приключения Форда Фэйрлэйна»             | • Дэниэл Уотерс, Джеймс Кэппи и Дэвид Арнотт — «Приключения Форда Фэйрлэйна»                                                            |
| Худший сценарий                   | Дэниэл Уотерс                                                                            | • Майкл Кристофер — «Костёр тщеславия»                                                   | |
| Худший сценарий                   | Дэниэл Уотерс                                                                            | • Джон Дерек — «Призраки этого не делают»                                                | |
| Худший сценарий                   | Дэниэл Уотерс                                                                            | • Принс — «Мост граффити»                                                                | |
| Худший сценарий                   | Дэниэл Уотерс                                                                            | • Сильвестр Сталлоне — «Рокки 5»                                                         | |
| Худшая новая звезда               | София Коппола                                                                            | • София Коппола — «Крёстный отец 3» (за роль Мэри Корлеоне)                              | • София Коппола — «Крёстный отец 3» (за роль Мэри Корлеоне)                                                                             |
| Худшая новая звезда               | София Коппола                                                                            | • Ингрид Чавез — «Мост граффити» (за роль Ауры)                                          | |
| Худшая новая звезда               | София Коппола                                                                            | • Лео Дамиан — «Призраки этого не делают» (за роль Фаусто)                               | |
| Худшая новая звезда               | София Коппола                                                                            | • Кэрри Отис — «Дикая орхидея» (за роль Эмили Рид)                                       | |
| Худшая новая звезда               | София Коппола                                                                            | • Дональд Трамп — «Призраки этого не делают» (за роль самого себя)                       | |
| Худшая песня к фильму             | • He's Comin' Back (The Devil!) — «Изгоняющий заново» — музыка и слова: Крис ЛеВрар      | • He's Comin' Back (The Devil!) — «Изгоняющий заново» — музыка и слова: Крис ЛеВрар      | • He's Comin' Back (The Devil!) — «Изгоняющий заново» — музыка и слова: Крис ЛеВрар                                                     |
| Худшая песня к фильму             | • The Measure of a Man — «Рокки 5» — музыка и слова: Алан Менкен                         |                                                                                          | |
| Худшая песня к фильму             | • One More Cheer for Me! — «Стелла» — авторы: Джей Грузка и Пол Гордон                   |                                                                                          | |